# موسيقى نيكاراغوا

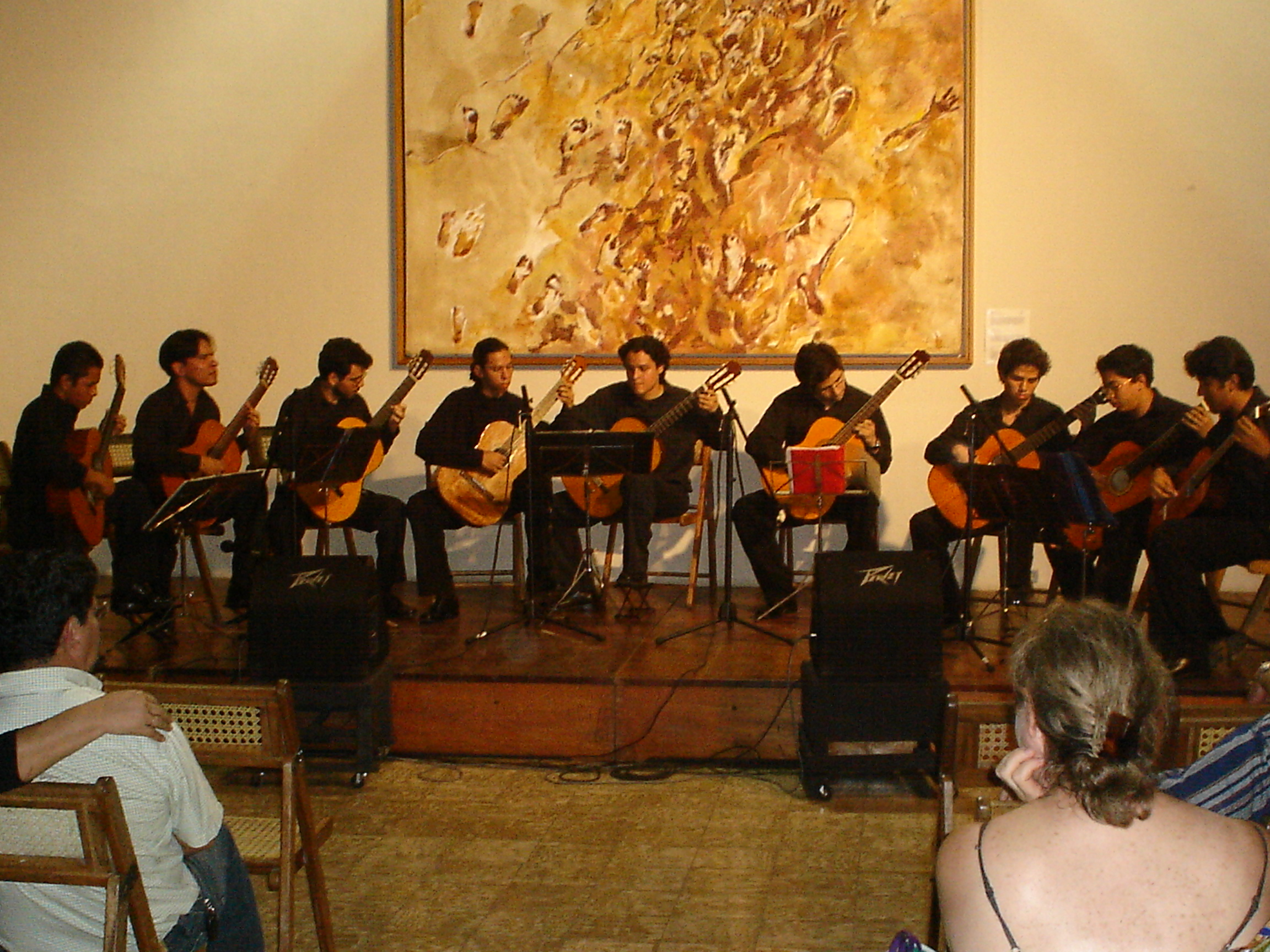
عزف فرقة أرماندو موراليس في نيكاراغوا.

موسيقى نيكاراغوا هي مزيج من الأنواع والإيقاعات المحلية والأوروبية خاصة الإسبانية. ويشمل التنوع الآلات الموسيقية مثل الماريمبا وغيرها من الآلات الشائعة في جميع أنحاء أمريكا الوسطى. فيما تضم موسيقى البوب الفنانين الكوبيين والبرازيليين والمكسيكيين والبنميين بالإضافة إلى فناني أوروبا والولايات المتحدة.
يستمع النيكاراغويون لموسيقى فنانيهم المحليين بالتوازي مع الموسيقى العالمية. مابين الباجاتا والميرينغي لجمهورية الدومينيكان والريغي الجامايكية وريغيه تون البنمية وموسيقى كومبيا الكولومبية، بالإضافة إلى الأنواع الأخرى بما في ذلك موسيقى البوب.
في الأونة الأخيرة، أصبحت موسيقى الميتال والروك تحظى بشعبية كبيرة لدى جيل الشباب.

## الأنواع الموسيقية
تعد موسيقى نيكاراغوا مزيجا من الثقافات المختلفة مابين القبائل الأصلية والأوروبيين والرقيق. لذلك تختلف أنماط الموسيقى في جموع مناطق البلاد. ففي ساحل البحر الكاريبي، تُسمع الموسيقى المحلية ذات التأثير الأفريقي والأصلي، أما في ساحل المحيط الهادي، تُعتبر الموسيقى مزيجًا من الثقافة الأصلية والإسبانية، وفي المنطقة الشمالية / الوسطى من نيكاراغوا، تتمتع الموسيقى بنكهة أوروبية أكثر بسبب الموجة الكبيرة من الأوروبيين الألمان في معظمهم الذين يعيشون في المنطقة. بالإضافة إلى رقصات بقايا الاستعمار الأوروبي مثل البولكا والمازورك في هذه المناطق.
يشتهر ساحل البحر الكاريبي في نيكاراغوا برقصة بالو دي مايو، وهو شكل حيوي وحسي من موسيقى الرقص الصاخبة، يتم الاحتفال بها خلال مهرجان بالو دي مايو. يوجد مجتمع غاريفونيون في نيكاراغوا، وهو معروف بموسيقاه الشعبية المسماة بونتا. بالإضافة إلى موسيقى سوكا وريغيه تون وريغي التي تحظى بشعبية في جميع أنحاء البلاد.
أصبحت إيقاعات مثل تروفا ضرورية لكتاب سيناريو ما بعد الحرب إبان السبعينات والثمانينات. حيث استخدم الكتاب أسلوب تروفا للتعبير عن الظلم الاجتماعي والأمل وحب الوطن والحفاظ على البيئة. مع مرور الوقت، أصبحث تروفا إيقاعًا يستخدم في إبداعات نيكاراغوا الفنية، وجزءًا لا يتجزء من ثقافة البلاد. لعل أشهر فنانيها هم الاخوة ديو غواردابارانكو الذي شكله الأخوان سلفادور وكاتيا كاردينال.
تشتهر نيكاراغوا كذلك بنوع موسيقى اخر يسمى التشيتشيروس وغالبًا ما يتألف من بوق وترومبون أو غيرها من الآلات النحاسية، مع عزف موسيقيين إضافيين على الإيقاعات المختلفة. غالبًا ما يتم سماع ذلك في حفلات خاصة في جميع أنحاء البلاد.

## موسيقى نيكاراغوا
يعد الموسيقار خوسيه دي لا كروز مينا أحد أبرز وأشهر الملحنين في نيكاراغوا (1874-1907). حيث يعود له الفضل في تأليف مجموعة متنوعة من موسيقى الفالس الرومانسية التي تعرض أصواتًا مستوحاة من تجارب الحياة اليومية الطبيعية. من بين أبرز هذه المؤلفات "El Nacatamal" و "Los Turcos" و "Ruinas". بالإضافة إلى ذلك، تثير مسرحيات مينا شخصيات الكتاب المقدس والعلاقة الرومانسية من بينها مسرحيات بارزة مثل "Amores de Abraham" و "Bonita Margarita" و "Rosalía". 
اكتسب خوسيه دي لا كروز مينا شعبية وشهرة واسعة حيث تأثر به الملحنون من مختلف البلدان في الأمريكتين. تعداها في أواخر القرن التاسع عشر إلى آسيا وأوروبا خاصة ألمانيا وإيطاليا، ملهمًا بذلك تأليف أوبرا لا بوهيمي الشهيرة للإيطالي جياكومو بوتشيني. بالموازاة مع مينا ساهم عدة ملحنين في زخم موسيقى البلاد من أبرزهم لويس أبراهام ديلغاديو الذي ساهم بالعديد من السمفونيات والمسرحيات ومقاطع الأوركسترا وموسيقى الحجرة والأغاني ومقطوعات البيانو. وكاميو زاباتا، مؤلف صوت نيكاراغوا (Nicaraguan Sound). إروين كروغر مؤلف أغنية باريو دي بيسكادوريس (حي الصيادين) وخوستو سانتوس مؤلف لا مورا ليمبيا (حبة قهوة نظيفة) الذي يعتبر النشيد الشعبي في نيكاراغوا.
من بين الموسيقيين والفرق الغنائية والمؤلفين الوطنيين البارزين ليا باريوس، مارسيو برينيس ميخيا، كاتيا كاردينال، سلفادور كاردينال، مارينا كارديناس، ديمينينغ كوستينا، نورما هيلينا غاديا، ماكولا، كارلوس ميخا غودوي، لويس إنريكي ميخا لوبيز (المعروفة باسم لويس إنريكي)، لوس موكوانيس، سيرجيو تابيا وهيرنالدو زونيغا.

## الألات الموسيقية
تتكون الماريمبا من ألواح صلبة، موضوعة على أنابيب من الخيزران أو معدنية بأطوال مختلفة. تلعب الآلة مع اثنين أو أربعة مطارق. وتختلف ألة الماريمبا في نيكاراغوا عن غيرها من أشكال الماريمبا في أمريكا الوسطى من حيث طريقة لعبها. إذ يلعب الماريمبا في نيكاراغوا فنان جالس يمسك الآلة على ركبتيه. وعادة ما تكون مصحوبة بكمان باس أو قيتارة و قيتاريلا (وهي قيتارة صغيرة مشابهة للماندولين). 
يتم لعب هذه الموسيقى في الوظائف الاجتماعية كنوع من الموسيقى الخلفية.